# Beaumont-en-Argonne
Beaumont-en-Argonne és un municipi francès situat al departament de les Ardenes i a la regió del Gran Est. L'any 2007 tenia 449 habitants.

## Demografia

### Població
El 2007 la població de fet de Beaumont-en-Argonne era de 449 persones. Hi havia 181 famílies de les quals 43 eren unipersonals (20 homes vivint sols i 23 dones vivint soles), 67 parelles sense fills, 55 parelles amb fills i 16 famílies monoparentals amb fills.
La població ha evolucionat segons el següent gràfic:
Habitants censats

### Habitatges
El 2007 hi havia 217 habitatges, 177 eren l'habitatge principal de la família, 13 eren segones residències i 27 estaven desocupats. 211 eren cases i 5 eren apartaments. Dels 177 habitatges principals, 143 estaven ocupats pels seus propietaris, 28 estaven llogats i ocupats pels llogaters i 6 estaven cedits a títol gratuït; 1 tenia dues cambres, 8 en tenien tres, 35 en tenien quatre i 133 en tenien cinc o més. 149 habitatges disposaven pel capbaix d'una plaça de pàrquing. A 76 habitatges hi havia un automòbil i a 84 n'hi havia dos o més.

### Piràmide de població
La piràmide de població per edats i sexe el 2009 era:
| Homes | Edats   | Dones |
| ----- | ------- | ----- |
| 0     | 95 o +  | 0     |
| 0     | 90 a 94 | 0     |
| 4     | 85 a 89 | 16    |
| 8     | 80 a 84 | 4     |
| 4     | 75 a 79 | 16    |
| 4     | 70 a 74 | 4     |
| 20    | 65 a 69 | 24    |
| 8     | 60 a 64 | 4     |
| 20    | 55 a 59 | 4     |
| 28    | 50 a 54 | 28    |
| 4     | 45 a 49 | 12    |
| 4     | 40 a 44 | 0     |
| 12    | 35 a 39 | 4     |
| 40    | 30 a 34 | 24    |
| 24    | 25 a 29 | 20    |
| 0     | 20 a 24 | 8     |
| 12    | 15 a 19 | 4     |
| 8     | 10 a 14 | 8     |
| 20    | 5 a 9   | 8     |
| 12    | 0 a 4   | 8     |

## Economia
El 2007 la població en edat de treballar era de 278 persones, 189 eren actives i 89 eren inactives. De les 189 persones actives 165 estaven ocupades (104 homes i 61 dones) i 25 estaven aturades (8 homes i 17 dones). De les 89 persones inactives 29 estaven jubilades, 26 estaven estudiant i 34 estaven classificades com a «altres inactius».

### Ingressos
El 2009 a Beaumont-en-Argonne hi havia 176 unitats fiscals que integraven 448 persones, la mediana anual d'ingressos fiscals per persona era de 14.962 €.

### Activitats econòmiques
Dels 5 establiments que hi havia el 2007, 1 era d'una empresa alimentària, 3 d'empreses de construcció i 1 d'una entitat de l'administració pública.
L'únic servei als particulars que hi havia el 2009 era un guixaire pintor.
L'únic establiment comercial que hi havia el 2009 era una fleca.
L'any 2000 a Beaumont-en-Argonne hi havia 15 explotacions agrícoles que ocupaven un total de 1.375 hectàrees.

## Equipaments sanitaris i escolars
El 2009 hi havia una escola elemental.

## Poblacions més properes
El següent diagrama mostra les poblacions més properes.